# Pamela dudgeonii
Pamela dudgeonii là một loài bướm ngày thuộc họ Lycaenidae.